# Rudy (film, 1993)
Pour les articles homonymes, voir Rudy.
Pour plus de détails, voir Fiche technique et Distribution.
Rudy est un film américain de David Anspaugh sorti en 1993.

## Synopsis
Ce film est basé sur des faits réels. Daniel Eugene "Rudy" Ruettiger (Rudy Ruettiger (en)) rêve de jouer au sein de l'équipe universitaire de football américain des Notre Dame Fighting Irish. Il met tout en œuvre pour atteindre cet objectif.

## Fiche technique
- Titre : Rudy
- Réalisation : David Anspaugh
- Scénario : Angelo Pizzo
- Directeur de la photographie : Oliver Wood
- Musique : Jerry Goldsmith
- Production : Cary Woods
- Budget : 12 000 000 $[réf. nécessaire]
- Distribution : TriStar Pictures
- Langue : anglais, espagnol
- Durée : 116 minutes
- Date de sortie : 13 octobre 1993

## Distribution
Légende : Version Québécoise = VQ
- Sean Astin (VQ : Gilbert Lachance) : Daniel "Rudy" Ruettiger
- Jon Favreau (VQ : François L'Écuyer) : D-Bob
- Ned Beatty (VQ : Yves Massicotte) : Daniel Ruettiger, Sr.
- Charles S. Dutton (VQ : Daniel Roussel) : Fortune
- Jason Miller (VQ : Jean Fontaine) : Ara Parseghian
- Scott Benjaminson (VQ : Sébastien Dhavernas) : Frank Ruettiger
- Lili Taylor (VQ : Violette Chauveau) : Sherry
- Robert Prosky (VQ : Hubert Fielden) : Père John Cavanaugh
- Vince Vaughn : Jamie O'Hara
- Chelcie Ross : Dan Devine
- Steve Hely : Ed Silver
- Greta Lind (VQ : Geneviève De Rocray) : Mary
- Mary Ann Thebus (VQ : Dyne Mousso) : Betty

## Autour du film
- C'est la seconde fois que le réalisateur, David Anspaugh, le scénariste, Angelo Pizzo et le compositeur, Jerry Goldsmith se retrouvent, après le film Le Grand Défi en 1986, qui se situait également dans le milieu sportif.